# Wadowice Górne (gmina)
Pour la localité, voir Wadowice Górne.

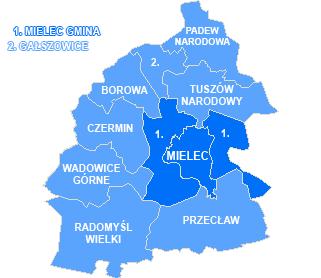
Wadowice Górne

Wadowice Górne [vadɔˈvit͡sɛ ˈɡurnɛ] est une commune rurale de la Voïvodie des Basses-Carpates et du powiat de Mielec. Elle s'étend sur 87,2 km2 et comptait 7 247 habitants en 2010. Elle se situe à environ 11 kilomètres à l'ouest de Mielec et à 58 kilomètres au nord-ouest de Rzeszów, la capitale régionale.